# Puerto de Oakland
El Puerto de Oakland fue el primer puerto de la Costa Pacífica de los Estados Unidos en construir portacontenedores. Ahora es el cuarto puerto más ocupado de los Estados Unidos; detrás del de Long Beach, Los Ángeles y el Newark.  
En 2002, culminó el desarrollo de un sistema de manejo de contenedores intermodales, tras más de una década de planificación y construcción para producir un alto volumen de carga que conllevó al Puerto de Oakland a un punto crítico, por lo que se necesitó su expansión de para la cuota de mercado de la mercancía de la Costa Oeste.